# Matteo Rizzo
Matteo Rizzo (Roma, 5 de septiembre de 1998) es un deportista italianio que compite en patinaje artístico, en la modalidad individual.
Ganó tres medallas en el Campeonato Europeo de Patinaje Artístico sobre Hielo entre los años 2019 y 2024. Participó en dos Juegos Olímpicos de Invierno, ocupando el cuarto lugar en Pyeongchang 2018 (equipo) y el decimosexto en Pekín 2022 (individual).
Consiguió cuatro podios en el Grand Prix: tercero en el Trofeo NHK de 2018, tercero en la Copa de China de 2019 y tercero en el Skate Canada de 2022 y 2023. Además, obtuvo el primer lugar en la Copa de Varsovia (2014) y en el Trofeo de Budapest (2022).
Es oficial de la Policía y entrena en el club Fiamme Azzurre.

## Palmarés internacional
| Campeonato Europeo | Campeonato Europeo  | Campeonato Europeo | Campeonato Europeo |
| Año                | Lugar               | Medalla            | Categoría          |
| ------------------ | ------------------- | ------------------ | ------------------ |
| 2019               | Minsk (Bielorrusia) | Medalla de bronce  | Individual         |
| 2023               | Espoo (Finlandia)   | Medalla de plata   | Individual         |
| 2024               | Kaunas (Lituania)   | Medalla de bronce  | Individual         |